# فرودگاه کاتنوود کریک رنچ
فرودگاه کاتنوود کریک رنچ (به انگلیسی: Cottonwood Creek Ranch Airport) یک فرودگاه خصوصی است که یک باند فرود خاک دارد و طول باند آن ۶۲۴ متر است. این فرودگاه در کشور ایالات متحده آمریکا قرار دارد و در ارتفاع ۷۷۸ متری از سطح دریا واقع شده‌است.